# パラノイド
『パラノイド』 (Paranoid) は、イングランドのロックバンド「ブラック・サバス」が1970年に発表した2枚目のアルバム。「アイアン・マン」「ウォー・ピッグズ」そしてタイトルトラックの「パラノイド」など、彼らの作品の中でも最も有名な曲のいくつかが収録されている。

## 概要
バンドのデビューから7ヵ月後の、1970年9月18日にイギリス国内でリリース。サイモン&ガーファンクルの『明日に架ける橋』を追い落としてブラック・サバス初の全英ナンバーワンアルバムとなった。アルバムは、1971年1月7日にアメリカでもリリースされた。
『パラノイド』はビルボードのポップアルバムチャート(北アメリカ)で最高12位を記録した。シングル曲の「パラノイド」「アイアン・マン」はそれぞれ、ポップシングルチャートで最高61位と52位に達した。イギリス国内では、シングル曲の「パラノイド」はチャート4位にまで上り詰めた。2024年3月には、定額音楽配信サービス『Spotify』での再生回数が10億回を突破。また、バンドの公式YouTubeチャンネルで公開されているミュージック・ビデオの再生回数も2億5000万回を突破している。
2024年7月には、オジー・オズボーンとギーザー・バトラーが出演した故郷・バーミンガムをホームタウンとするサッカーチーム「アストン・ヴィラFC」の2024～2025シーズン 新ユニフォーム & ホーム・キットCM動画で「パラノイド」が使用された。
このアルバムのタイトルは当初「ウォー・ピッグズ」と名づけられていたが、ベトナム戦争への配慮からレコード会社によって「パラノイド」へ変更されたといわれている。しかしながら、バンドの「ウォー・ピッグズ」への視覚解釈はアルバムジャケットに強く表れている。このアルバムのタイトルと、ジャケットに描かれた剣を持って木陰から飛び出してくる男の写真はよく調和しており、現在ではこのアルバムジャケットはクラシックなものとして認められるようになった（デザイナーはキーフ）。収録曲「アイアン・マン」は、テレビの音楽チャンネル「VH1」において「40 Greatest Metal Songs」のナンバーワンに選出された。またプロレスのタッグチーム、ザ・ロード・ウォリアーズの入場曲としても有名。
ベースのギーザー・バトラーは後年のインタビューで、タイトル曲の「パラノイド」は、アルバム制作作業の終盤に収録曲が足りないことに気付いてその場でトニーが考えついたリフが元になって出来た曲だが、そのリフを聞いた自分とオジーはレッド・ツェッペリンのコミュニケイション・ブレイクダウンに似ていると感じ却下しようとしていたと明かしている。
2006年、『ギターワールド』誌の「the greatest 100 guitar albums of all time」において第6位、『ローリング・ストーン誌が選ぶオールタイム・グレイテスト・アルバム500』において131位にランクイン。

## 収録曲
1. ウォー・ピッグス - "War Pigs" – 7:58
2. パラノイド - "Paranoid" – 2:52
3. プラネット・キャラヴァン - "Planet Caravan" – 4:34
4. アイアン・マン - "Iron Man" – 5:58
5. エレクトリック・フューネラル - "Electric Funeral" – 4:52
6. ハンド・オブ・ドゥーム - "Hand of Doom" – 7:09
7. ラット・サラダ - "Rat Salad" – 2:30
8. フェアリーズ・ウェア・ブーツ - "Fairies Wear Boots" – 6:13

## 参加ミュージシャン
- オジー・オズボーン – ボーカル
- トニー・アイオミ – ギター
- ギーザー・バトラー – ベース
- ビル・ワード – ドラムス

### その他
- キーフ – デザイン、写真、カバーデザイン
- トニー・アラム - エンジニア
- ブライアン・ハンフリーズ - エンジニア
- ロジャー・ベイン – プロデューサー

## カバー
- 「パラノイド」は、ブラック・サバスへのトリビュートアルバム『ネイティヴィティ・イン・ブラック』においてメガデスがカバーしており、ライブでもこの曲をとりあげている。また、アメリカのパンクバンドディッキーズも当曲のカバーをとりあげている。2020年11月1日には、キング・クリムゾンのロバート・フリップとその妻トーヤのYouTubeコンテンツ「Toyah & Robert's Sunday Lunch」で、二人が当曲をカバーする映像が公開された[10]。なおブラック・サバスと同時期にアメリカで活躍していたグランド・ファンク・レイルロードにも同名の曲があるが、内容は全く別の曲である。
- 「プラネット・キャラヴァン」は、パンテラのアルバム『脳殺』(1994年)の中でカバーされている。この曲は輸入CDシングルとしてもリリースされたほか、2枚組ベストアルバム『最強 - ベスト・オブ・パンテラ』(2003年)にも収録されている。
- 「ウォー・ピッグス」は、フェイス・ノー・モアのアルバム『ザ・リアル・シング』(1989年)のなかでカバーされている。
- 「アイアン・マン」は、カーディガンズのアルバム『ファースト・バンド・オン・ザ・ムーン』(1996年)にカバーバージョンが収録されているほか、NOFXにもカバーされている。またSir Mix-a-Lotはアルバム『Swass』のなかで、「アイアン・マン」をメタル・チャーチとともにカバーしている。2006年に、ブラック・サバスがロックの殿堂入りを果たした際、プレゼンターのメタリカが授賞式で「ホール・イン・ザ・スカイ (Hole in the Sky)」と共に披露した。
- 「ハンド・オブ・ドゥーム」は、HIMのアルバム『Uneasy Listening Vol. 2』(2007年)にライブでのカバーバージョンが収められている。